# マリユス・トレゾール
マリユス・トレゾール（Marius Trésor、1950年1月15日 - ）は、フランスの海外県グアドループ・サンタンヌ出身のサッカー選手である。ポジションはディフェンダー（センターバック、リベロ）。2004年3月にペレによるFIFA 100に選出された。

## 経歴
地元グアドループのクラブを経て、1969年にフランス本土のACアジャクシオでプロとしてのキャリアをスタートさせた。全盛期を過ごしたオリンピック・マルセイユでは1976年にフランスカップに優勝、FCジロンダン・ボルドーでは現役最後となった1983-84シーズンにフランスリーグに優勝した。
フランス代表には1971年に初選出され、FIFAワールドカップ2大会に出場した。1978年大会ではキャプテンを務め、1982年大会では準決勝の西ドイツ戦にて、延長に入ってすぐの92分に一時は勝ち越しとなるゴールを挙げた。

## 代表歴
- 1971年-1983年 フランス代表（65試合4得点）
  - 1978年 FIFAワールドカップ（グループリーグ敗退、3試合0得点）
  - 1982年 FIFAワールドカップ（4位、6試合1得点）